# リンカーンの企画・コーナー
『リンカーンの企画・コーナー』（リンカーンのきかく・コーナー）とは、TBS系列で放送されていたバラエティ番組『リンカーン』で行われた企画の説明の一覧。
なお、項目数が多いため、1回しか行わなかったものや特記事項がないものは、内容を一部もしくは全部を省略してある。

## レギュラー出演者
- ダウンタウン
  - 浜田雅功
  - 松本人志
- さまぁ〜ず
  - 三村マサカズ
  - 大竹一樹
- 雨上がり決死隊
  - 宮迫博之
  - 蛍原徹
- キャイ〜ン
  - 天野ひろゆき
  - ウド鈴木
- 山口智充（DonDokoDon）（～2009.3）

## 長期にわたり続いた企画

### リストランテリンカーン
料理をほとんどやったことがない芸人がシェフとなり、高級食材を使い料理に挑戦する。レギュラーメンバーは客として作った料理を食事し、料理の出来栄えを評価する。支配人（司会）はレギュラーメンバーの中で唯一料理を得意とする天野。リンカーンのレギュラー放送では最も長期間続いた企画となった。
初期はリンカーンメンバーの1人がシェフ、他のメンバーが試食と評価を行い、その結果によってご褒美が変わるシステム。メンバーが一巡後はゲスト芸人3組による対決となり、1位を取った芸人にはお食事券が与えられるが、最下位には「超すっぱ水」「激クサドリアン爆弾」「冷え冷えドリンク」などの罰が執行される。

### 説教先生
番組に不満を持つ芸人が、番組をより良くするためにレギュラーメンバーたちに対し的確な指摘から無理難題まで様々な説教をする。セットは教室、メンバーの衣装は緑色のジャージとなる。

### リンカーンRADIO
ドライブ中にラジオから「お耳の恋人DJ山口」こと山口のナレーションによる1日限りのラジオ番組が流れる企画。「バック・トゥ・ザ・19××」では様々な年のヒット曲を紹介や山口によるモノマネを挟みつつ、当時ブレイクした有名人もゲストとして登場。「ミッドナイトリンカーン」では芸人たちの感動エピソードを紹介。「ホラーナイトリンカーン」では芸人たちによる怪談話を紹介した。

### 巨大化してみよう
様々な物の巨大化に挑戦する企画。ダウンタウン浜田バースデー企画の「巨大ペヤング」が好評だったためシリーズ化された。最初は通常サイズの物と同じ工程で作ろうとするも失敗し、材料が無駄になってしまい、予備として用意された物を使い万全の対策をしたうえで再度製作することも多く、番組内でも巨額の予算を投じられていた。

### 芸人大運動会
ダウンタウンそれぞれがキャプテンを務める第3回目から12回目まで「浜田組」「松本組」(第1回は初老vs中年、第2回はツッコミvsボケ、第13回以降は山内組vs濱家組)に分かれ運動会を行う。キャプテンを除き、レギュラー陣を含むコンビ・トリオで参加する芸人は原則同じチームとなる。
番組の人気企画であり、2013年の番組最終回では「来年に特番で芸人大運動会を開催する」と発表。翌年2014年以降は毎年10月に単発特番として放送されていたが、2020年・2021年・2022年は新型コロナウイルス流行の影響で開催中止となった。その後、2023年より後継番組「ジョンソン」で「ジョンソン芸人大運動会」としてレギュラー陣をリニューアルして復活され、キャプテンをジョンソンメンバーのかまいたちが務める。なお、ジョンソンのレギュラー放送中に行われた当番組の企画はこの企画のみであった。

#### ルール
個人競技1位の選手にはチェーマン（10,000円）、2位の選手にはゲーセン（5,000円）、3位の選手にはチェーセン（1,000円）、選抜対抗競技ではイーマン（30,000円）、団体競技ではゲーマン（50,000円）、チーム対抗リレーではチェージュウ（100,000円）の「金（カネ）メダル」（ラミネートした紙幣に紐を通したもの。「キン」メダルではない）が贈られる（ただし、失格行為が発覚した場合は没収される）。最終的に獲得額の多いチームが優勝となり、獲得した賞金を山分けで手に入れることができる。
初回のみ個人競技1位の選手には5000円、2位の選手には2000円、3位の選手には1000円、団体競技で勝ったチームには3万円（最後のチーム対抗リレーのみ5万円）。
「ジョンソン芸人大運動会｣では金メダルがオミットされ個人競技では、第1種目（個人戦）は1万円、第2種目（イス取り）は10万円、第4種目（ビリビリ棒引き）は5万円、最終種目は15万円、そして後述のラッキーポイント1万円、また、昼食休憩中用意された喫煙所で1番多くタバコを吸った人がいるチームは「1番多くタバコを吸った=1番運動会をサボった」という判断からペナルティとしてマイナス15万円（7本吸ったモグライダー芝、2位は見取り図盛山4本、3位はマヂラブ村上3本）。

#### 開会式・準備体操
開会式では毎回誰かが「体育委員長」を命じられ、即興で準備体操をする。これまでにさまぁ～ず三村（4回）・ウド・FUJIWARA原西・バナナマン日村・オードリー春日・ゆりやんレトリィバァが選ばれている。また、第1回ではゲストとして仲本工事が登場しラジオ体操を行なった。
ルール説明では上記の賞金ルールを発表。芸人たちを「金目的」という前提で話し、TBSが好調なことから用意する賞金もたくさんあると児童が現金（偽物）を見せびらかすのが恒例である。また、年によっては放送当時の時事ネタを絡めたコメントが入る。最後に両軍キャプテンの浜田・松本が選手宣誓をして開会式を終える。
「ジョンソン芸人大運動会」ではソーシャルディスタンスに配慮を考え選手入場がキャプテンから出て来いといわれ全員飛び込んでくる演出に変更され、児童の現金を見せびらかしと準備体操がカットされ代わりにマイクパフォーマンス合戦が加わり時事ネタは芸人自ら披露するようになった。そして選手宣誓ではリンカーンはダウンタウンだったがジョンソンでは立候補で代表者1名が行うことになるが同時にちょっとしたイタズラが入る。そして追加ルールでグランド内に様々なミニドッキリが仕掛けてありもしドッキリに引っかかった芸人のチームにはラッキーポイントとしてボーナス1万円が加算される。

#### 主な種目
毎回7種目程度を実施。第1種目は選抜200m走→障害物走→二人三脚障害物走、その他にイス取り合戦、華のステージ、女子大相撲→パンスト騎馬戦（女芸人限定）、最終種目にチーム対抗リレーがあり、その他の種目は毎年入れ替えられる。
- 200m走→障害物走→因縁!土下座100m走

1レースごとに各組2人が参加。順位に応じて金メダルが与えられる。障害物走ではネットくぐりやアメ探しなどを行うが、反則があった場合は失格となり、途中で辞めた場合はリタイアとなる。ジョンソン芸人大運動会では代表者1名が因縁があり指名した相手と共にタイマンの100m走を行い勝ったら一言謝罪を述べ深々と土下座（状況によっては別の罰ゲームをすることも認められる）する『因縁!土下座100m走』が追加された。
- イス取り合戦→賞金総取り!イス取り合戦

全員参加によるイス取りゲーム、人数をほぼ半々に減らしていき、準決勝では3人、決勝では2人で対決する。ジョンソン芸人大運動会では、全員が1人1,000円ずつ参加費として支払い、優勝者1名が賞金58,000円（なお、選手は59人だが前の100m走に挑んだトム・ブラウン のみちおが転倒したため参加辞退）を総取りできる｢賞金総取り!イス取り合戦｣として実施され、過去によくあった揉め事が発生した場合は相撲でどちらが椅子を獲得するかを決めるルールが追加された。なお、チームの勝敗が決まった後も賞金を総取りできる優勝者が決まるまでイス取りは続行する。
- 華のステージ

正方形の台の上に1人ずつ飛び乗り、落ちないように耐えていく。誰か1人でも台から落ちた時点で負けとなる。
- 女子大相撲→パンスト騎馬戦→Tシャツ破り騎馬戦

女芸人は全員（基本的に3人）参加。前者は肉襦袢を着た状態でのガチンコ相撲対決、後者は帽子代わりにパンストを被り騎馬の乗者となって騎馬戦を行う。ジョンソン芸人大運動会では女芸人ではなくジョンソンレギュラー陣4組（かまいたち、モグライダー、見取り図、ニューヨーク）が騎馬の乗者となりパンストの代わりに写真付きTシャツ（第2戦のリーダー対決のみ2人とも私物のTシャツ）を奪い合う「レギュラー陣対抗Tシャツ破り騎馬戦」と変更になった。また、騎馬役は連続指名することは禁止されている（そのためリンカーン時代にあったダウンタウンの連続起用はできない）
- ビリビリ棒引き

ジョンソン芸人大運動会で初登場の完全オリジナル競技。各チームの代表者8人が制限時間100秒以内に3本の棒を自分の陣地に引っ張りあい自陣に多く棒を運んだ方の勝ち。ただし、棒にはランダムで電流が流れる。
- チーム対抗リレー

チーム全員参加によるリレー対決。1周200mのトラックを1人100m（アンカーは200m）走る。第4回以降のダウンタウンは監督。
なお、ジョンソンにはもう1つ追加競技として「楽屋泥棒対決！借り物競争」という物も行われたが撮れ高がありすぎたため後日未公開として放送した。
リンカーン芸人大運動会の昼食は基本的には弁当と特別メニューである。

### その他のシリーズ企画
芸人大新年会
リンカーン新年1発目の収録で実施。レギュラーとゲストの芸人が招待されるダウンタウン司会の新年会が開催。豪華な食事などを振る舞われるもメインの企画では豪華賞品を賭けて芸人たちが体を張ったゲームに挑戦させられる。
リンカーンVSお笑いG6
レギュラーの座を賭けてたむらけんじ率いる若手芸人チーム「お笑いG6（山口降板前はG7）」と体を張ったゲームで真剣勝負を行う。
フレンドリーダウンタウン
ダウンタウンが後輩の若手芸人と友達になるためのロケ企画。後輩は浜田・松本のどちらかを指名し、指名した方にのみタメ口で、もう一方には通常どおり敬語で話さなければならず、ミスするとその場でビンタされる。
衣装争奪ツアー
真夏・真冬に行われる企画。レギュラーメンバーとゲストの芸人が、ロケ先で着る衣装を決めるためにゲームを行う。毎回テーマが決められており、上位ほど季節感に沿った衣装になるが、下位になるにつれ季節感とは逆だったり不便な衣装を着させられてしまう。
持病でガッテン
『ためしてガッテン』（NHK総合）のパロディ。レギュラー陣やゲストの芸人が過去にかかった、または現在かかっている「持病」のことを学ぶ。
NOカーナビラリー
赤坂のTBS本社からリンカーンメンバーが2人から3人のチームに分かれ、カーナビや地図を使わず、土地勘や一般人への聞き込みを元に目的地のお店にどれだけ早く到着できるかを競う。
東京探し物ラリー
「NOカーナビラリー」同様、リンカーンメンバーがチームに分かれ、指定された「昔は良く見たけど今では見ることが難しい物」を都内で探し出す。
なるほど!共感ゲットカーペット
爆笑レッドカーペットのパロディ。リンカーンメンバーやゲスト芸人による「共感ゲッター」達が動くカーペットに乗って登場し、思わず共感できることを発表。共感できたかをパネラー7人が評価する。
ワンフレーズカラオケ
ある曲の最も盛り上がるワンフレーズだけをカラオケで歌い、観客審査による点数で競い合う。
リンカーンTRENDY
アンジャッシュ司会の企画。流行の最先端を行く人気商品がリンカーンレギュラーに紹介され、実際に購入するかどうかを決めてもらう。
コレナンダッケ?
浜田チームと松本チームに分かれ、賞金をかけて絶対に見たことはあるが名前が出にくい人や物の名前を答えるクイズ企画。

### ショートコーナー
激論!朝までそれ正解
『朝まで生テレビ!』（テレビ朝日系）のパロディ。浜田を議長にリンカーンメンバーで「○（50音の文字の中から1文字）で始まる●●な事」のお題から連想される事柄を1人1つずつ解答する。回答を基に、多数決や合議によって「正解」を決定する。また、ゲストを迎えいかに多くの「正解」を出せるかを競う「朝までそれ正解グランプリ」も開催された。
リンカーン芸人タワー
若手芸人が高層ビルの各階を占拠し、エレベーターで芸人毎に付けられたタイトルの気になった階に止まり順番に若手芸人のネタを見ていく。
クイック笑点
『笑点』（日本テレビ系）の「大喜利」がモチーフになっている「大喜劇」コーナー。しかし、タイトル通りわずか10秒の間にお題に解答しなければならない。
売れ線博打
鉄火場（賭博場）を舞台に浜田が胴元、女性芸能人が壺振り姉さん、他のメンバーが博徒となって、テーマに沿った人物に人気のある物（＝売れ線）を2択から選ぶクイズコーナー。

## 短期で終了した企画

### 通常コーナー
平成ベタベタ教育委員会
フジテレビ系のクイズ番組『平成教育委員会』をモチーフとした企画。浜田と三村が司会となり、レギュラー陣を中心に12名の芸人が解答席に座り、定番的なボケを行うシチュエーションの問題に対してベタなボケの内容を解答する。
ボケタイムショック
テレビ朝日系のクイズ番組『クイズタイムショック』をモチーフとした企画。司会の浜田から指名された芸人が挑戦者となり、1分間の間に出される6つのお題に対し面白いボケを答えられるか挑戦。クリアが2問以下の場合、本家と同様に座っているイスが高速回転してしまう。
一発勝負シリーズ
番組が用意したゲームにレギュラー陣全員がクリアできれば、高額賞金や欲しい物を獲得できるチャンス企画。
世界ウルリン滞在記
1人の芸人が普段交わることのない人々と1週間共に生活する企画。
第2回の「ゲイのマーチングバンド」で「どんだけぇ〜」が流行り、流行語大賞となった。流行語大賞ではIKKOが獲得したが、この企画にIKKOは全く関与していない。
「ディスる」という言葉は、第3回の「中川家剛が練馬でヒップホップに出会った」でヒップホップクルーの練マザファッカーが多用していたことが世間に広まるきっかけとなった。
ロマンチックリンカーン
芸人がゲームに挑戦し、敗者が衆人環視の中、相手の男性芸人や女性芸人と路上でロマンチックなキスをしなければならないという内容。
どんだけぇ〜の泉
フジテレビ系『トリビアの泉』のパロディ。リンカーンの芸人たちの知られざる特技や性質、過去に起こった出来事を披露する。
どんだけぇ〜の雫
リンカーンメンバー以外の若手芸人が特技を披露する。
限界を調べてみよう!
「回転寿司の皿数」「船盛りの舟の数」など、様々な物の限界を実際に料理を食べ続けてどこまでが限界なのかを調べる企画。
自分たちでやってみよう
レギュラー陣9名が協力し、素人には難しいさまざまなものに挑戦していくコーナー。
相方のココが腹立つ!!
お笑いコンビの一方が相方の腹が立つ行為や不満を訴え、その言い分を聞いて残りのメンバーが「有罪」であるか「無罪」であるかを判定する。
新しいオープニングを作ろう!!
山口がレギュラーから抜けたため、オープニング映像を新しく作るコーナー。
浜田におねだりシリーズ
浜田に対し子持ちタレントが子供のためのプレゼントをおねだりする企画。
芸人料理王決定戦シリーズ
3人の芸人がそれぞれ10日間・食材費上限なしという条件で、真剣に料理の腕を競う企画。
リンカーン企画サミット
更なる可能性を模索するためレギュラーメンバーで企画会議を実施。それぞれ自分たちで考えてきた企画をプレゼンし、それについてみんなで話し合い、採用されれば企画化される。
実現した内容は「企画サミットで実現した企画」を参照。
ゲストと答えを合わせません!
リンカーンメンバーや芸人と、出演番組や映画の宣伝をしたいゲストが協力して行うゲーム。
答えが複数あるお題に対し、他人の解答を見ずに1人1つずつ解答。全員解答後答えを開けていき、全員かぶらなければクリア、誰か1人でもかぶれば失敗となる。
100秒の世界
リンカーンメンバーがゲストと共に様々な課題を1人ずつリレー方式で行い、100秒以内で全員成功する・100秒間続けることが出来れば賞金10万円や特典を獲得することができる。
コンビ対抗! メニュー当てバトル
リンカーンレギュラーのコンビ（天野が司会のためウドはゲストと共に参加）による対抗戦で、チェーン店や高級料理店の料理を試食し、そのメニュー名を当てる。優勝したコンビにはお食事券が与えられるが、最下位となったコンビは向こう3年間そのお店に出入り禁止となる（放送終了から3年以上経過したことにより現在は全てのお店で解除されている）。
身内笑点
『笑点』（日本テレビ系）のコーナー「大喜利」のパロディ。浜田が司会で他のレギュラーメンバーが解答者となるが、回答は事前に解答者のメンバーの身内にお題を出して回答、問題毎に回答を書いたフリップボードを解答者に渡され、浜田の指名で答えを発表しなければならない。
大竹一樹スポーツチャンバラ世界一への挑戦
100秒の世界にてスポーツチャンバラ元世界王者の選手に対し勝利した剣道初段を持つ大竹をスポーツチャンバラ世界一にするために特訓する長期ドキュメント企画。
結果は日本選手権ベスト16（3勝）だったものの、競技歴10年のベテランに勝利するなど、キャリアわずか2か月半ながら大健闘を見せた。

### ショートコーナー
アップアップ30秒SHOW
いきなり出題される単語にまつわる30秒の面白エピソードを、アドリブででっち上げる企画。5名の芸人が一通りエピソードを話した後、最も話が面白くなく完成もされていない（アップアップしていた）芸人を参加者5名の多数決で決定、選ばれた芸人は罰ゲームとして氷の入ったプールに落とされる。
リンカーン24時間いつでも留守電
リンカーンに出演しているメンバーたちが、番組に対する不満や要望を番組専用の留守番電話に吹き込み、その内容に沿ってメンバー全員でトークをする。
すべる話シリーズ
『人志松本のすべらない話』（フジテレビ系）のパロディ。芸人がすべる話を披露する企画。
リンカーン芸人ネタ帳検問
芸人を他番組の打ち合わせという理由で呼び出し、芸人のネタ帳から抜粋したネタをその場で披露してもらい、そのネタのクオリティがOKかNGかを判定する。
告知タイムを守れ! ぐっさんビーンが行く
会社のPRを狙う一般企業が、仕事中に山口演じるぐっさんビーン（ローワン・アトキンソン）のネタを5分間社員5人が笑わなければ、15秒の告知タイムが与えられる企画。5人笑ってしまった場合は、会社が視聴者に対して自社商品をプレゼントしなければならない。また、1人笑う度に告知タイムが3秒減らされてしまう。
擬音研究所
浜田が司会、残りのメンバーが研究員に扮し、お題の擬音（「コアラの鳴き声」、「PCのエラー音」など）を研究員の感性を頼りに文字起こしに挑戦する。
あぶないプロフィール刑事
「あぶない刑事」のパロディーで、宮迫がユージ、三村がタカ、浜田がトオル、ウドが課長に扮し、芸能人のプロフィールに書かれている特技が本当なのかどうか検証する。
実際に本人を捕まえ、ガルウィングトラックに搭載された装備を使い検証。プロフィールに偽りあり（クロ）と判断された場合は逮捕となり、実際のプロフィールから抹消される。

## メンバー持ち込み企画
抜き打ち口臭チェック
番組初のオープニングコーナーでさまぁ〜ずの持ち込み企画。さまぁ～ずを含む出演者23人の口臭チェックを抜き打ちで行い、臭気指数300を越えたらスタジオには入れず、別室に追放される。
浜田との壁を取り除こう
松本の持ち込み企画。司会の松本に指名された芸人が、大先輩である浜田との壁を取り除くため、壁に磔にされた浜田に「パイを投げつけて恐怖を取り除く」か、もしくは「キスをしてより距離を縮める」かを選択する。
ほがらかホトバスツアー
蛍原の持ち込み企画。浜田を除くレギュラーメンバーで浅草のボウリング場、花やしきで遊ぶというもの。このツアーはボケ禁止であり、最も多くボケてしまった人に罰ゲームを与えるのだが、企画者の蛍原の審判が曖昧だったり、蛍原自身が素でボケたりしていた。
独身貴族パーティー
大竹の持ち込み企画。出演者の中で独身（当時）の松本、大竹、キャイーン、フットボールアワー岩尾望、品川庄司庄司智春、ほっしゃん。が参加し、「独身貴族」として中世ヨーロッパの貴族風の衣装で豪華な晩餐会を開催し、パーティー中に起こる様々な出来事に最もうろたえた人に罰ゲームを与える企画。
リンカーンパパの会
宮迫の持ち込み企画。リンカーンメンバーで子持ちの「パパ芸人」である浜田、三村、宮迫、河本、井戸田で結成。子どもたちのためにクリスマスプレゼントを買いに行くが、会計はすべて浜田に任せるというもの。上述の「浜田におねだりシリーズ」に引き継がれていく。
運試し温泉ツアー
天野の持ち込み企画。レギュラーメンバー8人で様々な運試し対決を行い、各ゲームで運の良い6人には極上の冬満喫コース、運の悪い2人は真冬に夏を先取りする罰ゲームを受ける。
バイクメンの旅
山口の持ち込み企画。ウド・蛍原・大竹・矢作と企画者山口で一緒に鎌倉をツーリングする企画。
抜き打ちタクシー
雨上がり決死隊の持ち込み企画。タクシーに隠しカメラを仕掛けさまざまなハプニング（運転手が「ガムパッチン」をするなど）に対する芸人の素を調べる企画。
したいカッコで集まりゃいいじゃん
松本の持ち込み企画。レギュラーメンバーとゲスト芸人が一生に1度でしてみたかった格好で集合し、その思い出を語る。
芸人のおサイフ感覚チェックあなたは常識?非常識!?
おぎやはぎ、次長課長、品川庄司、スピードワゴンの4組による持ち込み企画。レギュラー陣のコンビ芸人の金銭感覚が外れていないか、庶民的な物の値段に関するクイズに挑戦してもらう。
ちょいワル倶楽部
おぎやはぎ矢作の持ち込み企画。矢作、庄司、日村がレギュラーメンバーから大人の「ちょいワル」な行動を実践してもらい学ぶ。
ホリケンギャグ映画シリーズ
堀内健の持ち込み企画。堀内を始めギャグを得意とするお笑い芸人が主演となり、映画のパロディを行いながら自身のギャグを披露する。
大竹アクターズシアター
大竹の持ち込み企画。「マネージャーライアーゲーム」でマネージャーを上手くダマせず浜田に「大根役者」と言われてしまった大竹が他のメンバーを見返すために、自らがさまざまな役を演じ、その役を同じように他のレギュラーが演じて、大竹とレギュラーで競い合う。
蛍ちゃんの北海道満喫ツアー
蛍原の持ち込み企画。北海道好きの蛍原と、バナナマン、世界のナベアツの4名が都内で北海道を満喫するというツアー。
ボンタン狩り戦争
宮迫の持ち込み企画。不良学生役の格好をした宮迫らが学校内をうろつきながら、相手のボンタンを先に脱がせた方が勝利という勝負。
なりきり! ポイなあ倶楽部
大竹の持ち込み企画。特定のシチュエーションに対して、箱の中のボールに書かれた有名人になりきり他の参加者に「○○ポイなぁ〜」と思わせる行動をとっていく。

## 企画サミットで実現した企画

### 第1回
目方でドーン!
三村が発案。日本テレビでかつて放送されていた『目方でドーン!』のリメイク。ビックカメラ有楽町店（読売会館）で浜田チーム（浜田、大竹、蛍原、ウド）、松本チーム（松本、宮迫、天野）にわかれて買い物をし、買った商品の重さが代表者2人の体重の誤差3キロ以内でその商品をゲットできる。
蛍ちゃんのセーフだったら負け! お笑い運試し生き残り7番勝負!!
蛍原が発案。お笑い運があると豪語する蛍原が、残りのメンバーと罰ゲームを受けなければ脱落という生き残り方式の罰ゲーム対決を行う。
ウド鈴木のクイズDEポン!
ウドが発案。ウドがクイズの司会をやるのが夢だということでウド司会のクイズ番組を行う。
リンカーンわらしべ長者
浜田が発案。リンカーンメンバーの人脈を活用して、豪華なものと物々交換していこうという企画。
リンカーングッズの中で人気の無い「蛍原ストラップ」をスタートに良い物と交換していく。最終的には中居正広から『森田一義アワー 笑っていいとも!』の「タモリストラップ」となった。
必殺仕事人王決定戦
宮迫が発案。仕事人に憧れていた宮迫と他のメンバーが格好良いと思う仕事人の仕留め方を考え、ドラマと同様本格的に再現する。
割り箸鉄砲を巨大化させてみよう
松本が発案。巨大化企画の第4弾として巨大わりばし鉄砲を作る。

### 第2回
1000円ヒーロー
松本が発案。100円ショップで売っている物を使い、予算1000円以内でメンバーが好きだったヒーローになりきる。
長男vs次男 長男だって出来るんだ対決!!
大竹が発案。世間で言われている「次男最強説」「長男ダメ説」に憤りを感じた長男の大竹が、リンカーンメンバーを長男組（大竹・浜田・ウド）と次男組（松本・三村・宮迫・蛍原・天野）に分け、どっちが優れているか3番勝負を行う。
リンカーンにほえろ!
宮迫が発案。刑事役と犯人役に分かれての鬼ごっこ企画を発案するが不採用。だがこの企画に興味を示した松本と大竹が、宮迫の監督で『太陽にほえろ!』の殉職シーンを撮影した。
演歌のフラワーロード
ウドが発案。クイズ番組の司会者と同じく、演歌の前口上をやりたかったウドの夢を叶える企画。『演歌の花道』（テレビ東京）のパロディ。
リンカーン×AXE コラボCM
浜田が発案かつ、提案時点ですでに決定していた企画。番組筆頭スポンサーであるユニリーバの製品「AXE」のCMをリンカーンメンバーで撮影する。

### 第3回
燃えよリンカーン
宮迫が発案。時代劇、刑事ドラマと来たら次はアクションドラマだということで、宮迫が監督・主演でアクションドラマを撮る。
芸人! ルーツの旅
浜田が発案。レギュラーメンバーのコンビ結成までの経緯を、思い出話や思い出の場所へ赴くなどして、コンビの歴史を紐解く。
お弁当ドラフト会議
三村が発案。お弁当の具材をドラフトの要領で獲り合い、自分好みの「最高のお弁当」を作り上げていく。大新年会では「お鍋ドラフト」としても行われた。
融通がきく体No.1決定戦
大竹が発案。各メンバーの利き腕・利き足でない方を使って競技を行いポイントを競う。タイトルは『スポーツマンNo.1決定戦』のもじり。
目指せパーフェクト 8人で奇跡を起こそう!
天野が発案。リンカーンメンバーがスポーツで奇跡を起こそうと、ボウリングのパーフェクトに挑む。制限時間は6時間、1フレーム毎に1人1レーン、8人同時に投げ、1人でもストライクを出せば継続、失敗で最初からやり直し、12連続ストライクを目指す。
松本プレゼンツ 帰れま1（わん）
松本が発案。当時、松本は『もしものシミュレーションバラエティー お試しかっ!』（テレビ朝日系）の「帰れま10シリーズ」のナレーションがお気に入りで、番組内でも度々マネしていた。そこで松本が司会・ナレーション、残りのメンバーが解答者となり、松本が「今更受けるのは嫌」な30個の罰ゲームをピックアップ。その中から松本の1番嫌な罰ゲーム第1位を予想、選んだ解答者が実際に罰ゲームを受けた後に順位を発表、第1位を当てるまで帰れない。なお、順位発表のナレーションは松本が事前に収録しているため、直前で順位を入れ替えるといった不正は一切ない。

## バースデー企画
レギュラーメンバーの誕生日の際はバースデー企画として該当者をフィーチャーする企画が行われるが、ほとんどが当人にとって微妙、または大きな辱めを受ける事実上の罰ゲーム並みの企画となっているため、祝われた当事者が例外なく不平不満を口にすることがお決まりとなっている。
大竹一樹誕生日記念・予算1000円プレゼント
大竹のバースデー企画。レギュラー陣が大竹に1000円以内の予算でプレゼントを用意した。
浜田の誕生日に焼きそばをお腹いっぱい食べさせたい!
浜田のバースデー企画。詳細は前述。
三村バースデー企画・プレゼントにツッコもう!!
三村のバースデー企画。レギュラー陣が三村に少しおかしなプレゼントを用意し、それを見て三村が一言ツッコミを入れる。プレゼントを贈った者が予想した通りのツッコミが出来なければ、プレゼントは没収されてしまう。
祝!43才バースデー!!松本人志に始球式を味わわせてあげたい!
松本のバースデー企画。9月8日に誕生日を迎える松本に、レギュラー陣から9月2日に横浜スタジアムで行なわれた横浜ベイスターズ対阪神タイガースの始球式の権利をプレゼントされるが、野球に全く興味が無いため不満を漏らしていた。
祝!39歳大竹ハッピーバースデー!!inユニバーサル・スタジオ・ジャパン
大竹のバースデー企画。大竹の誕生日を記念して、レギュラー陣全員でユニバーサル・スタジオ・ジャパンを満喫。様々なアトラクションを楽しんだのち、「ハッピー・大竹・セレブレーション」 と題した大竹主役のメインパレードを催し、総制作費800万円の特製フロート車「大竹号」に乗せられた大竹は場内の一般客から祝福を受けた。
蛍原&ウドバースデー企画・オープニングタイトルを差し替えたい!
蛍原とウドのバースデー企画。
祝!3月生まれ!芸能界の大物たちと合同誕生会!
宮迫、天野、山口のバースデー企画。3人の誕生日を祝って、同じく3月生まれの豪華芸能人を集めて誕生祝賀会を行った。
祝!さまぁ〜ず三村マサカズ40歳ハッピーバースデー!
三村の誕生日企画。三村が一日だけAKB48のメンバーとしてライブに出演。
祝!44歳!松本人志を44人で祝おう!
松本の誕生日企画。松本の誕生日を祝うべく44人の著名人が1分ごとに順番に登場し、1人1人が祝いのコメントを述べていくという企画。
祝!41歳大竹ハッピーバースデー!!予算0円パーティ!
大竹の誕生日企画。大竹を除くツッコミメンバーが、TBSが「予算不足」のため予算0円で食料と会場探し、そして誕生日プレゼントを用意しなければならない。
祝!42歳バースデー!!オシャレ芸人宮迫・天野を東京ガールズコレクションに出演させてあげよう!
宮迫、天野のバースデー企画。2人はパリコレ・ミラノコレクションでも使用された露出度の高い最新水着を無理やり着せられ、東京ガールズコレクションのイベントに登場した。

## ミニコーナー
芸人DEATHNOTE
漫画『DEATH NOTE』のパロディ。若手芸人に予告無しに「芸人DEATHNOTE」という指令書が渡され、これに書かれた指令を必ず実行しなければならない企画。指令は主に先輩芸人へのいたずらや過酷なロケなど。
○○のおかず
CM前にレギュラー陣が好きなおかずを紹介するだけの企画。○○にはレギュラーの名前が入る。おかずと御飯を頬張りながら「大好き」と言う。『DAISUKI!』（日本テレビ）のパロディ。
今週のめでたいメーン
「ウルリン滞在記」に登場した「練マザファッカー」がめでたい芸人をラップでお祝いする企画。
はまちゃんのできるかな?
浜田が当たり前のことに挑戦し、「常識力」を試す企画。かつて浜田が司会をしていた『人気者でいこう!』（テレビ朝日系）の芸能人常識力チェックと構成が似ている。
全力坂下り
『全力坂』（テレビ朝日系）のパロディで、芸人が坂を全力で下るだけの企画。ナレーターは温水洋一。
ぐっさんのものまね倶楽部
ものまね芸を得意とする山口・中川家礼二・バナナマン日村、次長課長河本らが、思う存分ものまねを披露する企画。
どんだけぇ〜プロジェクト
2007年の新語・流行語大賞にノミネートされた「どんだけぇ〜」が当番組発祥のものだとアピールする企画。
グッサンティン・タランティーノのTOKYOロケハン日記
山口がクエンティン・タランティーノのものまねで送るコント企画。オチは必ず警察に補導される。
リンカーンMTV
レギュラー陣がある曲を一節ずつ歌っていく、プロモーションビデオのような企画。
ウドらの音楽
『僕らの音楽』（フジテレビ系）のパロディ。ウドが芸人の「おかん」に会って対談し、歌を歌う企画。ナレーターは天野。
BANANA STREET
『セサミストリート』のバートとアーニーに扮した、シタラート（バナナマン設楽）とヒムニー（バナナマン日村）が、ターゲットの芸人に英語を教えるというコーナー。
節分の豆まき
節分企画。2009年2月3日、2月10日放送。浜田がレギュラーメンバーの無病息災を願って、子ども達と共に節分の豆を投げつけるという企画。
アフターリンカーン
レギュラー陣の収録後の飲み会などのプライベート映像を公開する企画。
リンカーンスーパースローミュージアム
芸人にドッキリを仕掛け、そのリアクションをスーパースローで鑑賞する。

## 総集編
リンカーン赤字大反省会スペシャル
2006年に行われた企画。番組が大赤字となっている状況を見直すため、半年間の制作費が多く掛かった企画をランキング形式で発表した。
レギュラー正解当たり前チャンス
2007年3月に赤字解消記念として行われている企画で2012年3月まで行われた。半年の間に放送された企画からクイズが出題され、レギュラーメンバー（浜田以外）全員正解となれば賞金10万円がもらえる。
リンカーンズベスト
2009年に実施。レギュラーメンバーの3年半で一番輝いていた企画を決める。
リンカーンアカデミー賞
2011年に実施。「ベストパフォーマンス賞」「ベストコスプレ賞」「グッドマドンナ賞」「グッドヒューマン賞」「ベストアクシデント賞」「ベスト体張り賞」「大衆演芸賞」の7つの賞の受賞者を決めた。
瞬間問い合わせランキングベスト10
王様のブランチのセットをそのまま借りて、同番組の人気コーナー「TBS瞬間最高視聴率ランキング」風に番組への問い合わせランキングを発表した総集編。
リンカーンがんばった大賞
最終回前に実施。メンバー別に視聴者ががんばったと思う場面をインターネット投票してもらい、そのベスト3が発表された。